# Pétionville
Pétionville este o comună din arondismentul Port-au-Prince, departamentul Ouest, Haiti, cu o suprafață de 165,49 km2 și o populație de 342.694 locuitori (2009).